# Samba Félix Ndiaye
Pour les articles homonymes, voir Ndiaye.
Samba Félix Ndiaye, né à Dakar le 6 mars 1945 et mort dans la même ville le 6 novembre 2009, est un ⁣⁣cinéaste⁣⁣, ⁣ documentariste sénégalais qui réalisa près de 25 films, depuis le début de sa carrière au milieu des années 1970 jusqu'à sa disparition. Au-delà de sa notoriété nationale, il est considéré comme « le père du documentaire africain ».

## Biographie
Né le 6 mars 1945 à Dakar, Samba Félix Ndiaye se sent redevable des talents de conteuse de sa grand-mère maternelle. Il a été très marqué par quelques-uns de ses propos – « Une parole intéressante a toujours des oreilles » ou encore « Tu ne peux pas t'asseoir sur la tête de quelqu'un qui te parle » – qui l'ont aidé à comprendre la place de celui qui raconte et de celui qui écoute, et à élaborer une démarche personnelle, attentive et sensible. 
Samba Félix Ndiaye éprouve une passion précoce pour le cinéma. Adolescent, il fréquente régulièrement le ciné-club du Centre culturel français de Dakar.
Après une formation en droit et sciences économiques à l'université de Dakar, il poursuit des études de cinéma à Paris (Université de Paris VIII et École Louis-Lumière) et, en parallèle, suit des cours d’ethnopsychiatrie à l’École des hautes études. 
En 1974, dans le cadre de sa maîtrise de cinéma et alors qu'il n'était pas revenu dans son pays depuis quatre ans, il réalise au Sénégal Perantal, un court métrage en couleur de 31 minutes tourné avec une caméra 16 mm Paillard Bolex d'occasion, consacré au massage traditionnel des nourrissons, tel que le pratiquait notamment sa mère, chez qui il tourne ce premier film.
En 1978, Geti Tey (une expression léboue qui signifie « prendre la mer aujourd'hui ») témoigne des difficultés auxquelles sont confrontés les pêcheurs artisanaux de Kayar, Hann ou Soumbédioune dont l'activité est mise en péril par l'essor de la pêche industrielle incarnée par des bateaux-usines venus de l'étranger qui menacent aussi la faune et la flore marines. Au fil d'une journée de labeur, les pêcheurs y expriment – en wolof sous-titré en français – leurs inquiétudes et leurs attentes. Ce cri d'alarme se double d'un hommage aux valeurs de solidarité de la communauté, notamment des femmes.
En 1989, une série de cinq courts métrages réunis sous le titre Trésors des poubelles explore quelques-uns des petits métiers qui peuplent le secteur informel au Sénégal et salue l'ingéniosité et le savoir-faire de ces artisans/artistes dakarois qui travaillent à partir de matériaux récupérés. Dans Aqua, une « métonymie urbaine » d'abord un peu énigmatique et presque sans paroles, un homme pêche de petits poissons dans une mare et achète des bouteilles qu'il nettoie soigneusement avec son patron, qui décore alors les bouteilles avec des algues séchées, des cailloux et des éclats de coquillages, avant d'y déposer les poissons. On comprend alors seulement qu'ils fabriquent des bouteilles-aquariums. Dans Teug, chaudronnerie d'art, les fondeurs de Reubeuss et Colobane récupèrent l'aluminium sur de vieux moteurs et fabriquent des ustensiles de cuisine dans des moules d'argile. Dans Diplomates à la tomate, les boîtes de concentré de tomate vides sont utilisées pour confectionner de petites valises rouges et noires.

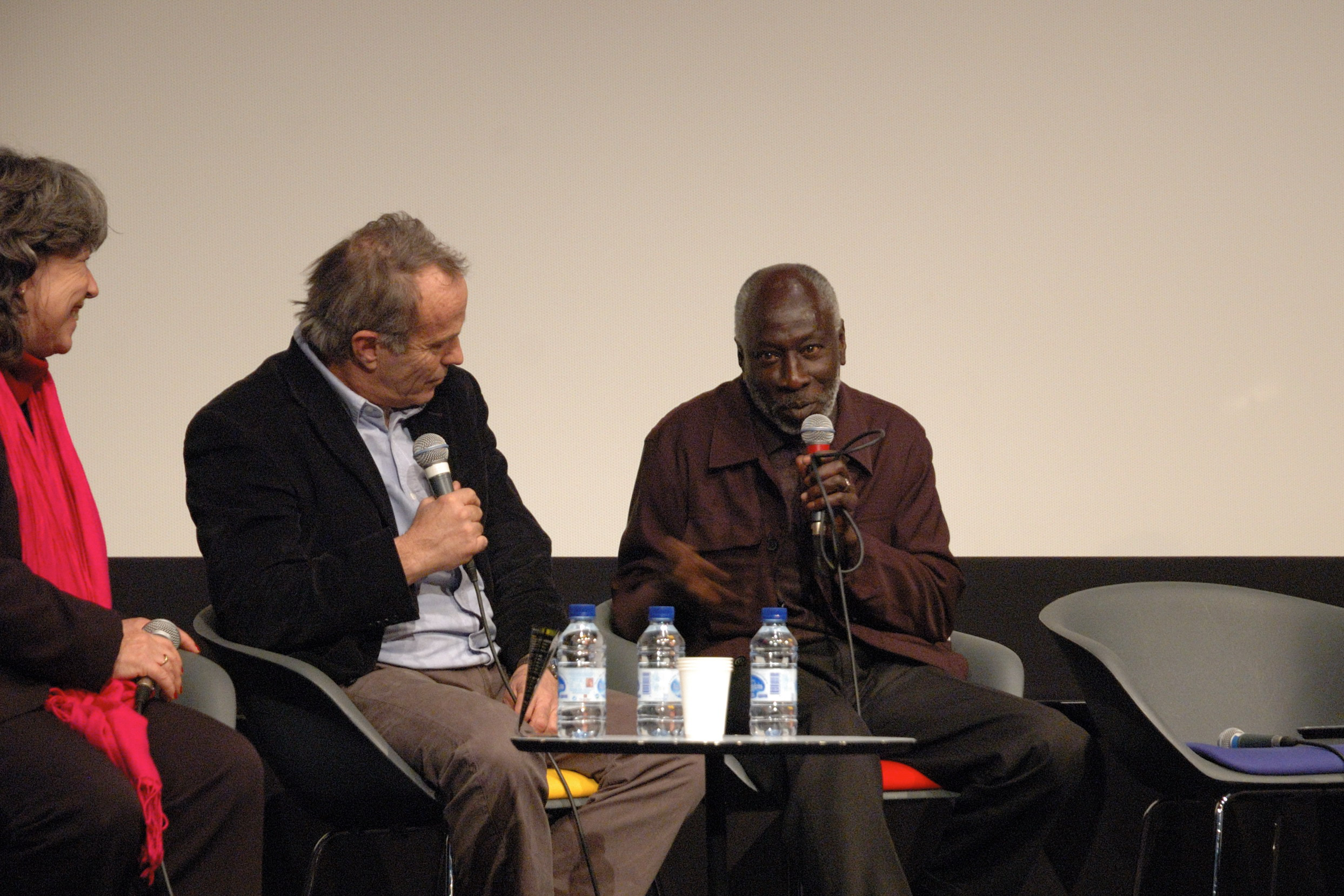
Catherine Ruelle, François Belorgey et Samba Félix Ndiaye lors de la table ronde Africamania, Et aujourd'hui quelle création à la Cinémathèque française le 15 février 2008

En 1994, Samba Félix Ndiaye aborde pour la première fois le long métrage avec Ngor, l'esprit des lieux, interprété par les habitants de Ngor, un village situé à la périphérie de Dakar. Il montre comment, grâce à un site imprenable à l'extrémité ouest de la presqu'île et une organisation sociale stable, la localité a su résister à l'emprise des urbanistes qui ont peu à peu déstructuré les autres quartiers traditionnels, absorbés par une agglomération envahissante.   
La plupart des films mettent en scène avec peu de mots la vie quotidienne des gens ordinaires. Cependant, les œuvres des années 2000 abordent plus volontiers des thèmes plus directement polémiques ou politiques. Après la Lettre à Senghor (1998), un voyage initiatique au cours duquel il tente de se rapprocher d'un homme auquel il a pourtant reproché sa promotion immodérée de la langue française et du concept de négritude, Ndiaye, également scénariste, achève Rwanda pour mémoire en 2003, ou comment dix écrivains ont cherché à briser le silence des intellectuels africains sur le génocide de 1994. Puis vient enfin Questions à la terre natale (2007), un film qui fait aujourd'hui figure de testament, dans lequel le réalisateur convoque nombre de brillants intellectuels africains au chevet d'une Afrique bien mal-en-point. Samba Félix Ndiaye écoute, filme, cherche à comprendre. Si la génération des indépendances – donc la sienne – n'a pas réussi, c'est aujourd'hui à la jeunesse de prendre la relève. L'utopie reste d'actualité et le cinéma est l'un des chemins. 

Outre sa dette envers son compatriote Ousmane Sembène qui lui a donné envie de faire du cinéma, Samba Félix Ndiaye mentionne parmi les réalisateurs qui l'ont inspiré les noms de Robert Flaherty, Orson Welles, Roberto Rossellini, Satyajit Ray, Alain Resnais et Glauber Rocha, des auteurs qui ont tous œuvré à la lisière – très mince selon lui – entre fiction et documentaire. Lui-même a tourné exclusivement des documentaires, un projet de fiction dans l'univers des signares de Saint-Louis n'ayant pas abouti, faute de financement.   
Samba Félix Ndiaye a vécu en France pendant près de trois décennies. Revenu au Sénégal depuis quelques années, il est décédé brusquement à Dakar le 6 novembre 2009 d'une crise de neuropaludisme, à l'âge de 64 ans. Il a été inhumé au cimetière de Yoff.
Le Festival international du film d'Amiens, qui l'avait reçu dans le cadre d'une rétrospective consacrée à son œuvre en 1999, lui rend hommage lors de sa 29e édition, en novembre 2009.

## Filmographie
- 1975 : Perantal (L'éducation du nourrisson)[15], 31 min
- 1978 : Geti Tey (Prendre la mer aujourd'hui)[16], 40 min
- 1986 : La Santé, une aventure peu ordinaire, 15 min
- 1989 : Trésors des poubelles (une série de cinq courts métrages)[17]
  - Aqua[18], 12 min
  - Diplomates à la tomate[19], 14 min
  - Teug. Chaudronnerie d’art[20], 17 min
  - Les Chutes de N'Galam[21], 9 min
  - Les Malles[22], 14 min
- 1992 : Dial-Diali, 23 min (comme producteur[23])
- 1992 : Amadou Diallo, un peintre sous verre, 13 min
- 1992 : Dakar-Bamako, 52 min
- 1993 : Cinés d'Afrique, 59 min (en collaboration avec d'autres réalisateurs)
- 1993 : Lettre à l'œil, 13 min
- 1994 : Ngor, l’esprit des lieux [24], 91 min
- 1998 : Un fleuve dans la tête, 54 min
- 1998 : Lettre à Senghor (Entre nous grand-père), 49 min
- 1999 : Nataal, en coréalisation France Langlois, 52 min (portrait du photographe sénégalais Babacar Touré Mandémory)
- 2003 : Rwanda pour mémoire, 68 min
- 2007 : Le Revers de l'exil, 26 min  (comme directeur artistique[25])
- 2007 : Questions à la terre natale, 52 min